# Cheirotonie
Cheirotonie oder cheirotonia (altgriechisch χειροτονέω cheirotonéo ‚die Hände ausstrecken‘) bezeichnet die öffentliche, nicht geheime Abstimmung per Arm- oder Handzeichen in den frühdemokratischen griechischen Póleis im Rahmen einer Volksversammlung.
Cheirotonie bezeichnet des Weiteren in den Orthodoxen Kirchen die Handauflegung bei der Bischofs-, Priester- und Diakonenweihe im Unterschied zur Handauflegung bei der Beauftragung zum Lektor und zum Hypodiakon, diese wird als Cheirotesie bezeichnet.